# Santo Domingo Yanhuitlán
Santo Domingo Yanhuitlán är en kommun i Mexiko.   Den ligger i delstaten Oaxaca, i den sydöstra delen av landet, 280 km sydost om huvudstaden Mexico City. Antalet invånare är 1 609. Arean är 23,0 kvadratkilometer.
Terrängen i Santo Domingo Yanhuitlán är kuperad åt nordväst, men åt sydost är den platt.
Följande samhällen finns i Santo Domingo Yanhuitlán:
- Xacañi